# 弗拉基米尔·索洛多夫
弗拉基米尔·维克托罗维奇·索洛多夫（羅馬化：Vladimir Viktorovich Solodov；1982年7月26日—）是俄罗斯政治人物，现任堪察加边疆区行政长官。他也曾于2018年至2020年间担任萨哈（雅库特）共和国政府主席。